# Зофі Зоршаг

Зофі Зоршаг (нім. Sophie Sorschag) — австрійська стрибунка з трампліна, чемпіонка світу. 
Золоту медаль чемпіонки світу Зоршаг виборола в командних змаганнях на нормальному трампліні на світовій першості 2021 року, що проходила в німецькому Оберстдорфі.